# Fumone
Fumone – miejscowość i gmina we Włoszech, w regionie Lacjum, w prowincji Frosinone.
Według danych na rok 2004 gminę zamieszkiwały 2153 osoby, 153,8 os./km².

## Miasta partnerskie
- Milanówek